# 瑪麗娜·杜潘-程
瑪麗娜·杜潘-程（英語：Marinette Dupain-Cheng）是虚构的超级女主角，也是由 Thomas Astruc 创作的动画电视连续剧《瓢蟲少女》的女主角。她被描绘成一位渴望成为时装设计师且父母拥有一家面包店的法裔中国青少年学生。